# Jazz Zottegem
Jazz Zottegem is een jaarlijks festival voor jazz, dat gehouden wordt in het Egmontpark in het Oost-Vlaamse Zottegem. Het festival ontstond vanaf 2011 als Jazz@TheBib. In 2013 waren Zottegemnaar Jean Blaute en Eric Melaerts als muzikanten te gast; sinds 2014 wordt het festival gepresenteerd door Jean Blaute. Het wordt georganiseerd door Bibliotheek Zottegem, cultuurcentrum CC Zoetegem en Jazz on Sunday met steun van de Vlaamse overheid. In 2020 en 2021 ging het festival wegens de coronapandemie niet door. Artiesten die optraden op Jazz Zottegem zijn onder andere Jef Neve, Roland Van Campenhout, Lady Linn, Sioen,  An Pierlé, Stef Kamil Carlens, Tom Barman, André Brasseur, Philip Catherine, Jo Lemaire, Bent Van Looy, Viktor Lazlo, Mauro Pawlowski, Brussels Jazz Orchestra.